# Georgiuskerk (Stitswerd)
De Georgiuskerk is een middeleeuwse kerk aan de Stitswerderweg 8 in Stitswerd in het noorden van de provincie Groningen, die voor de reformatie gewijd was aan de heilige Georgius (Joris van Cappadocië). De kerk staat karakteristiek aan de rand van het dorp en de deels afgegraven dorpswierde.
Het is een rondom gepleisterde rechthoekige en rechtgesloten zaalkerk met grote spitsboogvensters. De kerk wordt gedekt door een schilddak met een dakruiter aan westzijde. In de dakruiter hangt een luidklok uit 1439.
Rondom de kerk ligt een kerkhof dat nog altijd in gebruik is. Het kerkhof is eigendom van de protestantse gemeente en wordt onderhouden door vrijwilligers. In 2001 werd het kerkhof gerestaureerd door Landschapsbeheer Groningen.

## Geschiedenis

### Middeleeuwen
Ergens in de 13e eeuw werd de huidige kerk gebouwd met een vrijstaande klokkentoren en werd rond het dorp een eigen kerspel opgericht. Het kerspel werd ofwel gesticht vanuit het kerspel Kantens, of vanuit het kerspel Eelswerd (Rottum) of vanuit allebei. Van de beginperiode resteren nog enkele resten muurwerk uit de tweede helft van de 13e eeuw aan noord- en oostzijde van de kerk. In 1284 kwam de kerk mogelijk aan de johannieter commanderij Warffum.
In het begin van de 15e eeuw was de kerk waarschijnlijk zeer bouwvallig geworden. In die tijd werd de kerk ingrijpend verbouwd: De gewelven werden uit de drie traveeën van de kerk verwijderd en de zuidmuur en waarschijnlijk ook de westmuur werden opnieuw opgemetseld. De noord- en zuidmuur werden beiden voorzien van 3 grote spitsboogvensters; voor elk van de drie traveeën 1. Ook werd in 1439 door een anonieme gieter een nieuwe langgerekte gotische luidklok met een diameter van 66,5 cm gegoten voor de toren met het opschrift Anno x Domini x Millesimo x CCCCXXXIX x Honore x Sancti x Georgii.

### Protestantse tijd
Na de reductie werd de kerk als voormalig kloosterbezit onderhouden door de provincie uit de opbrengsten van de kloostergoederen. De provincie bezat daarmee ook het collatierecht. De laatste pastoor/priester was Gerhardus Hidding(ii) (Gerardus Hiddinga). Hidding werd daarop in 1595 na examinatie door de synode aangesteld als eerste predikant. Na een jaar werd Hidding echter alweer geschorst wegens 'gegeven ergernissen'. De westingang werd mogelijk ook in deze tijd dichtgemetseld. In elk geval werd in die periode een nieuwe ingang gemaakt aan oostzijde in het koor (aan dorpszijde). Vanwege een tekort aan (protestantse) predikanten werd de predikantsplaats van 1620 tot 1650 gecombineerd met Menkeweer, waarna Stitswerd zelfstandig verderging. Van 1686 tot 1827 werd echter de predikant weer gedeeld met Menkeweer.
In 1653 werd de vrijstaande klokkentoren aangeduid als "een gantsch ruineusen en vervallen steenen toorn" en vervolgens gesloopt. Er werd toen ook gevraagd om vergroting van het gebouw aan de provincie vanwege de aanwas van de gemeente, maar dit verzoek werd niet ingewilligd. In 1656 werd zowel gewerkt aan de kerk, "toorn, pastorije ende schoele". Dat jaar plaatsten timmermannen Jan Umens en Jan Ubbes (die hun namen en het jaartal 1656 in het hout kerfden) mogelijk een nieuwe dakruiter met een vierkante houten onderbouw en een ingesnoerde spits aan westzijde van de kerk. Het lijkt erop dat destijds met de dakruiter ook het hele dak van de kerk is aangepakt.
In 1694 verkocht de provincie het collatierecht voor 500 gulden aan Reint Jan Lewe van de borg Ewsum. Hij drukte zijn stempel op de kerk door een windvaan en gebrandschilderde ramen met zijn wapen (een leeuw) aan te laten brengen op en in de kerk. Door vererving gingen de collatierechten vervolgens over op Albert Lewe van de Klinkenborg in Kantens.
In 1848 was de kerk weer zeer bouwvallig. Er vond daarop een grote verbouwing plaats waarbij de kerk grondig verbouwd werd en haar huidige uitstraling kreeg. De bestaande ingang aan oostzijde kreeg een eclectische omlijsting en erboven een spitsboogvenster. Het interieur werd vanwege deze nieuwe lichtinval tegen de toenmalige traditie in 180 graden omgedraaid. Het koorhek werd daarbij verwijderd. Boven de ingang waren tot de verbouwing nissen te zien in de gevel waarin volgens Van der Aa tot de reductie heiligenbeelden hadden gestaan. Mogelijk werden bij de verbouwing ook de gebrandschilderde koorglazen met het wapen van de familie Coenders van de Klinkenborg (waarschijnlijk de collator) weggehaald uit het koor. Ook werd waarschijnlijk bij deze verbouwing ook het metselwerk aan buitenzijde overdekt met blokbepleistering in de vorm van imitatienatuurstenen blokken.
In 1925 kreeg de dakruiter een mechanisch torenuurwerk van de firma Van Bergen uit Midwolda. In 1938 werd de bouwvallige kerk gerestaureerd. Tijdens de Tweede Wereldoorlog zou de 15e-eeuwse klok volgens een verhaal door dorpelingen uit de toren zijn gehaald en verstopt zijn op het kerkhof om te voorkomen dat deze zou worden geroofd door de Duitse bezetters. De klok werd na de Tweede Wereldoorlog teruggehangen en is een van de weinige die nog wordt geluid via een luidarm (in plaats van een luidwiel).
Van 1920 tot 1951 was Stitswerd gecombineerd met de kerkgemeente van Rottum. In 1951 werd Rottum verruild voor Kantens, waaraan in 2013 Rottum weer werd toegevoegd, zodat de gemeente sindsdien Kantens-Stitswerd-Rottum heet.
In 1954 werd de wijzerplaat van de klok vernieuwd. In 1972 werd de kerk aangewezen als rijksmonument. De kerkgemeente werd echter steeds kleiner en kon het onderhoud aan het steeds bouwvalliger gebouw niet meer betalen. 

### Restauratie en huidige invulling
In 1973 werd de kerk daarop overgedragen aan de Stichting Oude Groninger Kerken, die het gebouw sindsdien beheert. De stichting begon tussen 1982 en 1983 met de eerste fase van de restauratie van het gebouw. Hierbij werden de gietijzeren dakgoten vervangen, werd houtworm bestreden en werd de dakruiter hersteld. Bij de restauratie bleek echter dat er een veel ingrijpender herstel nodig was. Zo moest de westgevel voorzien worden van een nieuwe klamplaag en moesten de buitenmuren opnieuw worden bepleisterd. De bedoeling was om hiervoor een rode baksteenkleur te gebruiken, maar de bevolking van Stitswerd wilde dit niet. Daarop werd uiteindelijk gekozen voor de kleur crême. Vanaf 1988 werd, onder andere met geld van de provincie, de tweede fase van de restauratie uitgevoerd onder leiding van architect Kouwen, waarbij het interieur werd aangepakt. In 1990 werd de kerk weer in gebruik gesteld door gedeputeerde Gerard Beukema.
In 1996 en 2011 werden opnieuw herstelwerkzaamheden aan de kerk uitgevoerd.
De kerk is sinds de voltooiing van de restauratie in 1990 nog af en toe (niet wekelijks) in gebruik bij de protestantse gemeente Kantens-Stitswerd-Rottum, die het gebouw onder andere gebruikt voor bijzondere diensten. Verder wordt de kerk gebruikt voor maatschappelijke doeleinden.

## Interieur
Het interieur van de kerk is sober en wordt overdekt door een blauwgroene vlakke zoldering met door sleutelstukken versterkte balken. De ingang bevindt zich sinds de protestantse periode aan oostzijde. Boven de deur bevindt zich een spitsboogvenster, die bij de laatste restauratie aan weerszijden bleek te worden geflankeerd door een fraai omlijst lancetvenster. Het spitsboogvenster verving bij de verbouwing in de 19e eeuw een lancetboog daartussen. De beide resterende lancetvensters zijn als nissen in het zicht gelaten. De dichtgezette vroegere westingang wordt gedekt door een korfboog. Andere restanten van de middeleeuwse periode zijn een tweetal boven elkaar geplaatste nissen in de zuidmuur van de koortravee. De onderste nis is mogelijk een piscina geweest en wordt gedekt door een ezelsrugboog (kielboog). De bovenste en grootste nis heeft een ojiefvormige bekroning.
Sinds de verbouwing halverwege de 19e eeuw staat de preekstoel aan westzijde. Dit in tegenstelling tot de meeste andere Groninger kerken waar deze doorgaans aan oostzijde staat. De locatie van het vroegere koorhek is nog terug te zien aan de inkassingen in de noord- en zuidmuur. 
De preekstoel staat tegen een speciaal daarvoor opgemetselde tussenmuur, die de westtravee bijna halveert. Deze eikenhouten preekstoel werd in 1661 gemaakt door kistenmaker Augustinus Thomas (die ook preekstoelen maakte voor de kerken van Rottum, Veendam en Niezijl) en wordt overdekt door een klankbord. De kuip van de preekstoel bevat barokke boogpanelen en met ebbenhout ingelegde friezen, die van elkaar worden gescheiden door gegroefde composiete halfzuiltjes. Op het voorpaneel was lange tijd een kruis geplaatst, dat echter bij de restauratie van de jaren 1988-90 is verwijderd. De oorspronkelijke verflaag van het eikenhout is niet meer zichtbaar doordat het hout grondig is geloogd. Op de preekstoel staat nog altijd de oorspronkelijke, nu zeldzame, houten lessenaar.
Het overige meubilair dateert vermoedelijk eveneens uit de 17e eeuw. Aan weerszijden van de preekstoel staan de banken voor de kerkenraad. De overige banken staan wat stijf aan weerszijden van het middenpad, waarbij midden in de kerk een uitsparing in de banken is gemaakt om zo om de kachel heen te kunnen lopen.
De kerk heeft voor zover bekend nooit een orgel gehad, maar heeft wel een orgelgalerij boven de ingang. Daarop staat tegenwoordig een 2-klaviers Hinkel-harmonium uit 1920. 
De kerk heeft een avondmaalsstel dat bestaat uit een zilveren avondmaalsbeker uit 1715 en vroeger ook uit een nikkelen avondmaalsschaal. In 1924 werd deze schaal door een zilveren vervangen. Op de avondmaalsbeker staat de tekst "LAMBARTUS VAN LOO, PASTOOR TOT STITSWERT, CORNELIS HARMENS, KERCKVOGHT EN DEIACKEN, HARMEN ENNES, DEIACKEN, ANNO 1715."
In de kerkvloer liggen een twintigtal grafzerken, waarvan een aantal onder de houten vloer verborgen liggen. De oudste grafzerk is die van 'huisfrau' Jantien Campermans van boerderij Zuidwende uit 1639. Bijna de helft van alle nog aanwezige grafzerken is van deze boerderij.

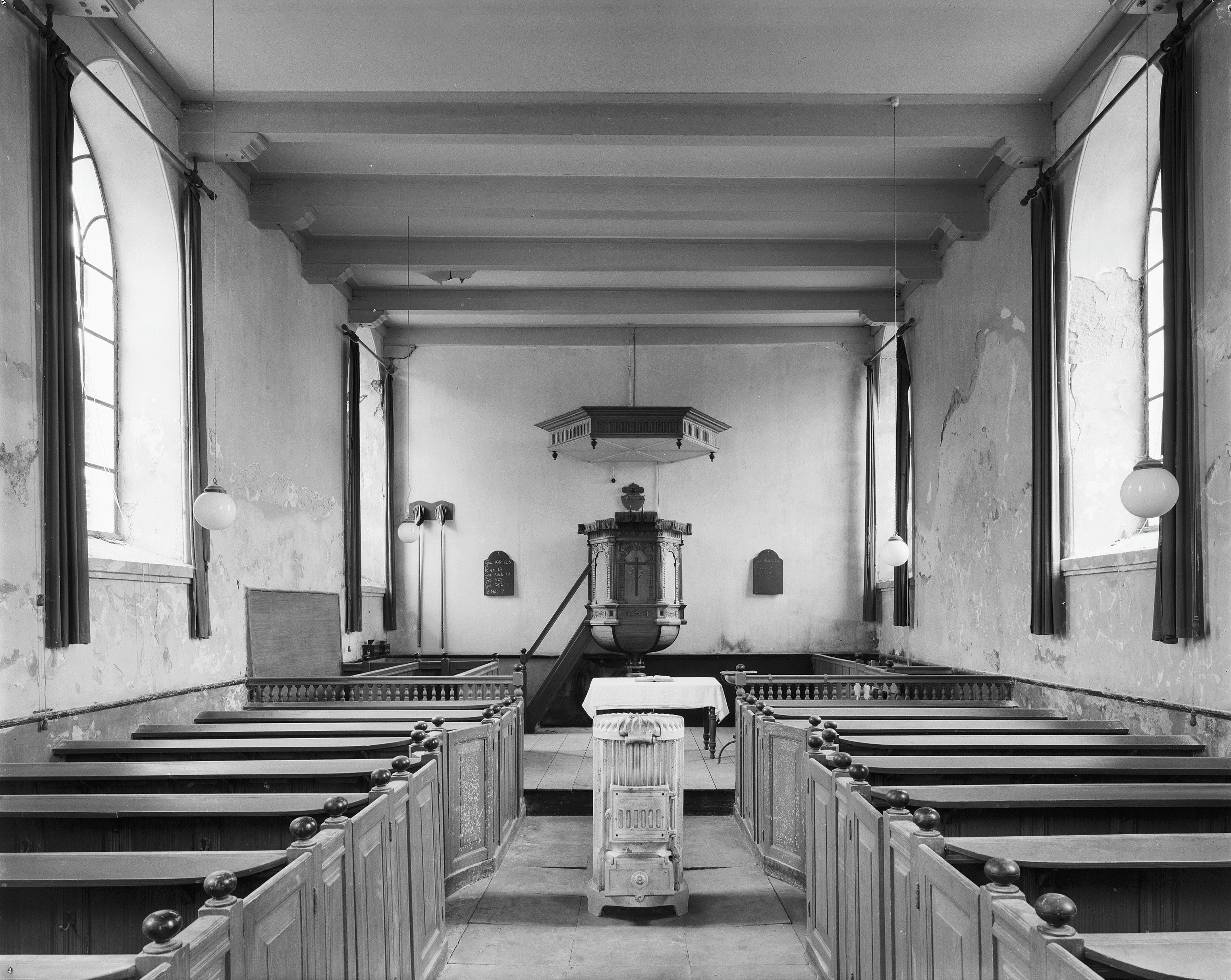
Interieur naar het westen (1983). De preekstoel bevat hier nog het kruis aan voorzijde van de kuip.
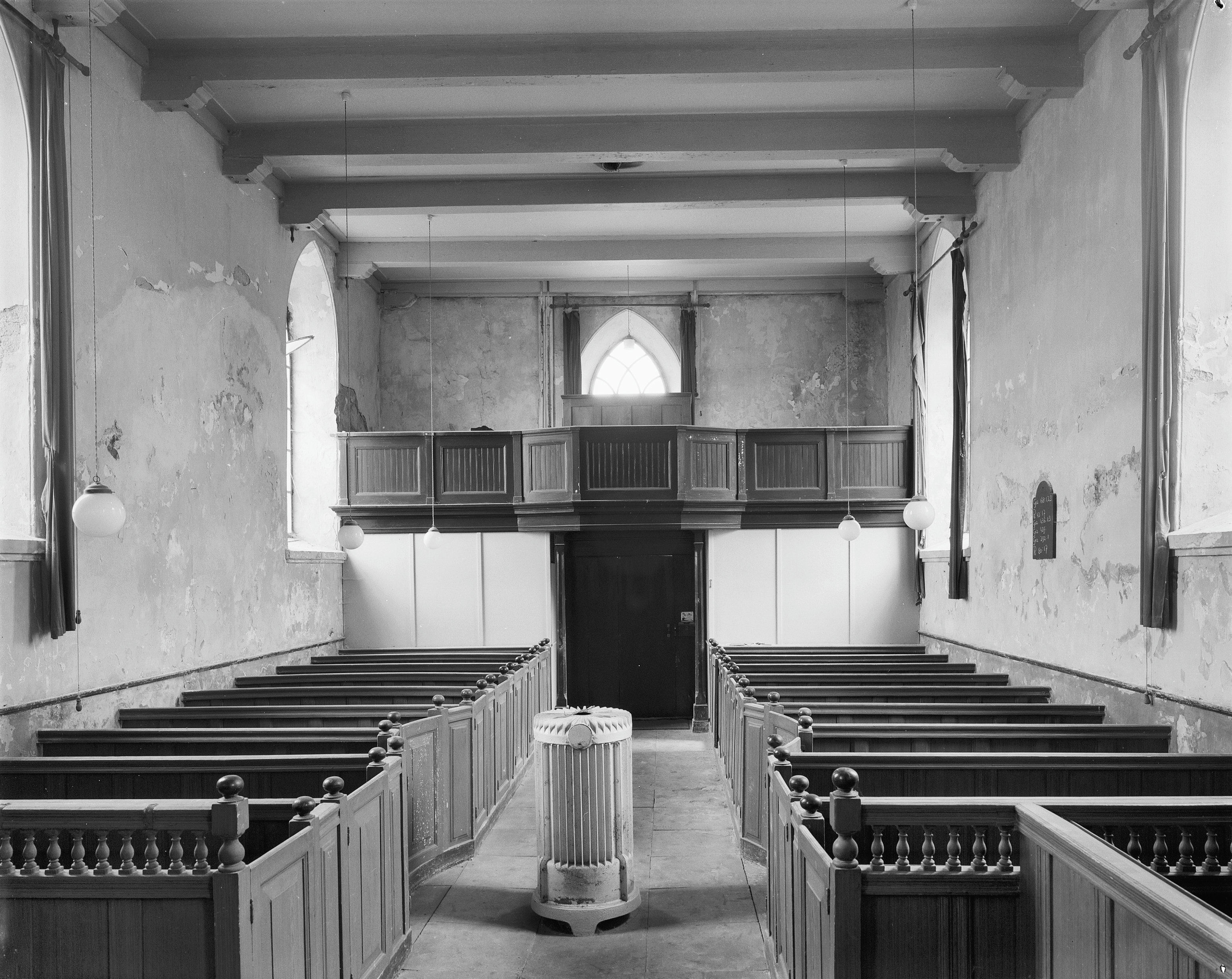
Interieur naar het oosten (1983)
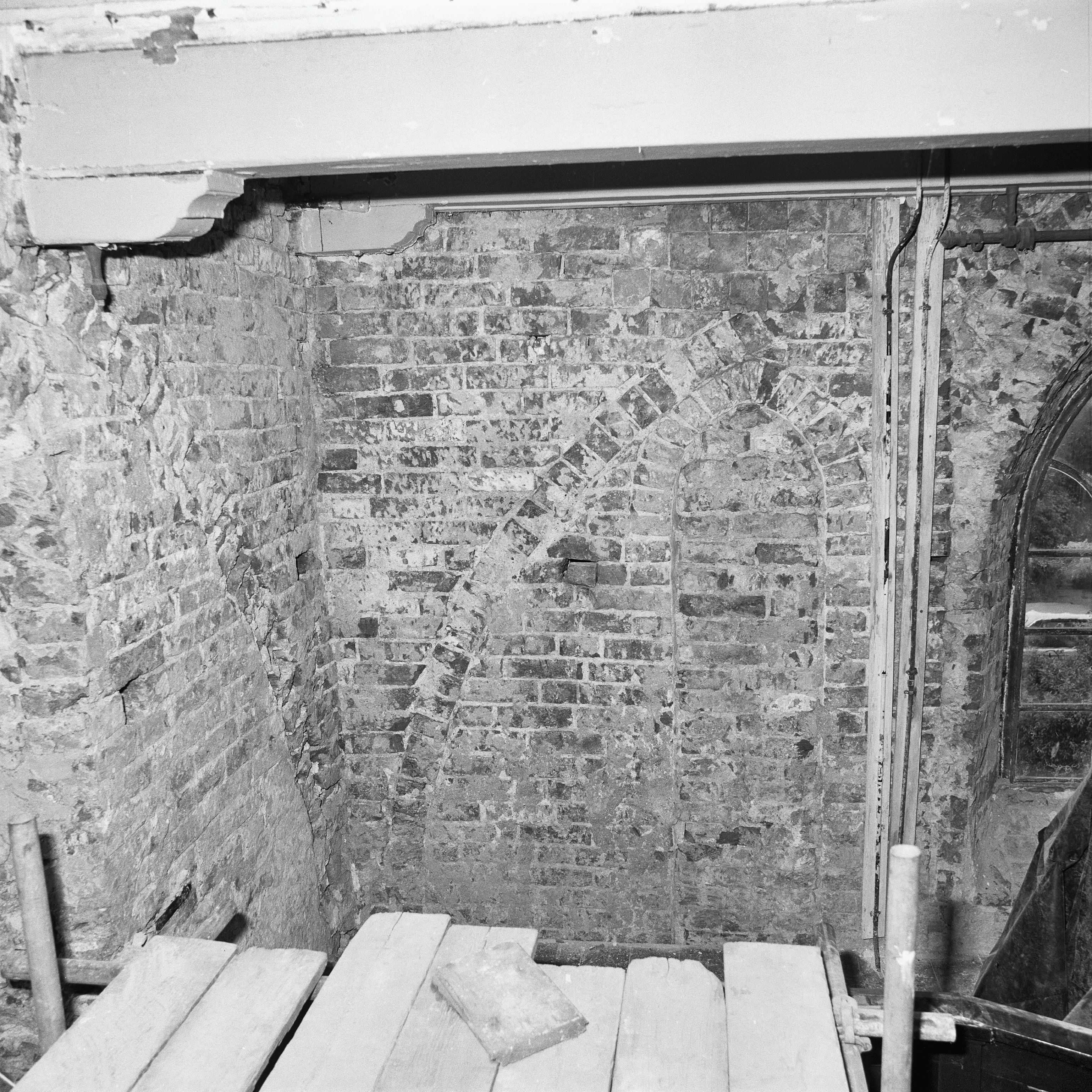
Lancetboog naast het spitsboogvenster boven de ingang (1983)